# Lauren Gardner
Lauren Marie Gardner ist eine US-amerikanische Epidemiologin und Ingenieurin.
Gardner studierte Bauingenieurwesen und Architektur an der University of Texas at Austin mit dem Bachelor-Abschluss 2006, dem Master-Abschluss 2008 und der Promotion 2011 (Network based prediction models for coupled transportation-epidemiological systems). Seit ihrer Dissertation befasst sie sich mit der Kopplung von Epidemien und Verkehrswegen. 2011 wurde sie Lecturer an der University of New South Wales. Gleichzeitig war sie Fellow am Forschungszentrum für öffentliche Gesundheit des australischen National Health and Medical Research Council (NHMRC) an der Universität Melbourne. Ab 2019 lehrte sie als Associate Professor in der Abteilung Bau- und Systemingenieurwesen der Johns Hopkins University und ist Ko-Direktorin des dortigen Center for Systems Science and Engineering.
Gardner analysierte unter anderem 2019, an welchen Orten in den USA Masernepidemien am wahrscheinlichsten sind und modellierte den Ausbruch der Zikavirus-Epidemie 2015/2016 in Nord-, Mittel- und Südamerika.
Sie ist die Initiatorin des interaktiven web-basierten Dashboard zur Covid-19-Pandemie der Johns Hopkins University. Es ging erstmals am 22. Januar 2020 Online und hatte allein Anfang März täglich 1,2 Milliarden Zugriffe. Nachdem sie anfangs mit zwei Doktoranden arbeitete, aktualisierte ihr ab März 2020 zwölfköpfiges Team die weltweiten Covid-19-Fälle mehrmals täglich. Das bis in das Frühjahr 2023 betriebene Coronavirus Resource Center war eine der weltweit bedeutendsten Informationsquellen in der Pandemie. Anfang März 2020 gehörte sie zu einer sechsköpfigen Johns-Hopkins-Expertengruppe, die bei einer Veranstaltung auf dem Capitol Hill Kongressmitarbeiter über den Ausbruch des neuen Coronavirus informierten.
Diskrepanzen zwischen den Fallzahlen etwa des Robert Koch-Instituts, das die offiziellen Zahlen der nationalen deutschen Gesundheitsbehörden veröffentlicht, erklärte sie dadurch, dass sie aktueller wären und auch auf verlässliche Medien und lokale Gesundheitseinrichtungen zurückgreifen würden.

## Auszeichnungen
- 2020 wählte die BBC sie unter die hundert einflussreichsten und inspirierendsten Frauen von 2020[5]
- 2022 erhielt Gardner den Lasker~Bloomberg Public Service Award.
- 2024 wurde sie mit dem Future Insight Prize ausgezeichnet.[6]

## Schriften (Auswahl)
- E. Dong. H. Du, L. Gardner: An interactive web-based dashboard to track Covid-19 in real time, Lancetm, Band 20, Heft 5, 1. Mai 2020, P 333–334, Online